# Österreichisch-Deutsche Legion
Die Österreichisch-Deutsche Legion war ein 1813–1814 bestehender Verband der österreichischen Armee in der Zeit der Napoleonischen Kriege.

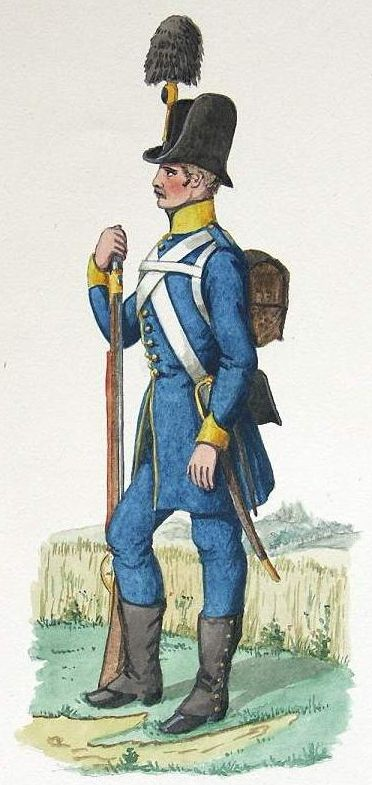
Infanterist 1813. Aquarell von Friedrich Neumann, (Kunstbibliothek in Berlin)

## Aufstellung
Die Österreichisch-Deutsche Legion, oder auch Deutsche Legion (nicht zu verwechseln mit Russisch-Deutsche Legion, Königlich deutsche Legion und Deutsch-Böhmische Legion, sowie der 1933 bestehenden Österreichischen Legion), wurde unter Generalmajor Friedrich von Bentheim 1813 zunächst als Infanterieregiment in Prag aus deutschsprachigen Böhmen und Deserteuren der Rheinbundtruppen, vorwiegend aus dem Königreich Westphalen, die bei der Befreiung ihrer Heimat von der französischen Herrschaft helfen wollten, errichtet. Die Truppe wurde nach anfänglicher Übernahme der ursprünglichen Infanterieuniformen der Überläufer aus Sachsen und Westphalen bald nach österreichischem Muster ausgerüstet.
Die Kavallerie der Legion bestand aus den beiden westfälischen Husarenregimenten, die, nach der Neuformierung im Frühjahr 1813 in Aschersleben, anlässlich des Ablaufs des Waffenstillstandes im August 1813 bei Zittau desertierten. Unter Brigadegeneral von Hammerstein traten dabei dessen 1. Husarenregiment und das 2. Westphälische Husaren-Regiments unter Major von Penz in der Nacht zum 23. August 1813, dem Tag vor der Schlacht bei Großbeeren, von der Ortschaft Reichenberg aus zu den Österreichern in Liebenau über, von denen sie rasch als Husarenregiment Nr. 1 und 2 in die Legion eingegliedert wurden. Auch „zwei Schwadronen, welche detachirt waren, ließen sich am 18. September zu Freiberg in Sachsen durch den österreichischen Oberst v. Scheither, vielleicht nicht unabsichtlich, überfallen und gefangen nehmen“. Der westphälische König Jérôme Bonaparte erklärte die Offiziere der übergelaufenen Schwadronen erbost der infamen Verräterei und eines hassenswertes Komplottes für schuldig.
Die Uniform der Jägerabteilung deutet ebenfalls auf die Herkunft aus einem früheren Rheinbundkontingent hin.

## Feldzüge und Auflösung
Nach der Errichtung in Böhmen wurde die Legion Ende 1813 nach Baden verlegt, requirierte dort Material und nahm weitere Anwerbungen vor. So lassen sich die Stellung von Pferden und Wagen für den Fuhrpark... sowie eine Meldung der badischen Soldaten, die von der Österreichisch-Deutschen Legion angeworben wurden, an die Behörden nachweisen.
Als Teil der österreichischen Armee überquerte die Legion am 21. Dezember 1813 zwischen Basel und Schaffhausen kampflos den Rhein und wurde im erzwungenen Durchzug durch Mittelland und das Jura-Gebirge der neutralen Schweiz in westlicher Richtung nach Frankreich verlegt. Dort bildete sie im sechsten Koalitionskrieg einen Teil der österreichischen Südarmee, die über mehrere Etappen einen Feldzug bis nach Lyon führte:
… Dann führte er (Friedrich Freiherr von Bianchi) den rechten Flügel der österreichischen Südarmee in Frankreich; unter Hessen-Homburg mit ihr am dritten März 1814 bis Beaume vorgerückt, nahm er am zehnten März Mâcon und wird in den siegreichen Gefechten gegen Augereau und bei der Besetzung von Lyon in den Tagen des 20. und 21. März mit besonderer Auszeichnung genannt…
Die Kavallerie der Legion war am Angriff auf Lyon vom 20. März 1814 im Gefecht mit französischen Kürassieren beteiligt. Nach der Eroberung von Lyon am 21. März 1814 durch die Österreicher und der Beendigung der Feindseligkeiten wurde die Legion aufgelöst. Zwar zeichneten sich General von Bentheim und Brigadegeneral von Hammerstein im südlichen Frankreich aus, aber insgesamt hatte die Legion in den zwei Jahren ihres Bestehens nur wenige schwere Kampfhandlungen zu bestehen. Die Tradition des westphälischen 2. Husaren-Regiments der Legion wurde später vom (neu)preußischen Husarenregiment Nr. 11 (2. westfälisches) bis in den Ersten Weltkrieg fortgeführt.

## Uniformierung
INFANTERIE:
- Westphälische Füsiliere: Kurzschößiger weißer Westphälischer Rheinbund-Infanterierock mit hellblauen Aufschlägen und Paspeln, gelbmetallene Knöpfe, Schulterklappen weiß mit blauer Paspel. Westphälischer Tschako mit schwarz-gelber Verzierung (Pompon und Frontkokarde) nach österreichischem Stil.[8]

- Reguläre Uniform nach der Art der österreichischen Landwehrinfanterie: Kornblumenblauer, langer einreihiger Rock mit Knöpfen aus Weißmetall, runde Ärmelaufschläge, Kragen und Paspeln in Hellgelb. Schulterklappen kornblumenblau mit gelber Paspel. Blaue Leinenhose. Korsischer Hut mit aufrechtem schwarzem Rosshaarstutz und schwarz-gelbem Pompon. Ausrüstung wie österreichische Linien-Infanterie, Offiziere trugen jedoch keine Schärpe und einen weißen Stutz.[8]

(Die sog. Deutsche Leichte Infanterie der Deutsch-Böhmischen Legion wurde mit Offizierskadern aus dem K.u.k.-Infanterieregiment Nr. 31 in zwei Battalionen aus Časlau und Chrudim aufgestellt und war fast identisch uniformiert, allerdings mit fallendem Rosshaarstutz am Hut; weißen Breechehosen, mit schwarzen knielangen Gamaschen Knöpfe: Gelb 1. Battalion; Weiß 2. Battalion).
- Jäger: Dunkelgrüner einreihiger Rock mit Knöpfen aus Gelbmetall und roten Paspeln. Kragen und Ärmelaufschläge schwarz mit roten Paspeln. Grüne Hose mit rotem Seitenstreifen. Korsischer Hut mit aufrechtem grünen Federstutz und schwarz-gelber Kokarde links.[8]

HUSAREN:
Die beiden westphälischen Husaren-Regimenter behielten nach dem Übertritt 1813 ihre alten westphälischen Uniformen, trugen aber nach dem österreichischen Stil gehaltene Verschnürung (gelb) und den Tschako mit schwarz-gelber Kokarde.
- 1. Regiment: schwarze Tschakos, dunkelgrüne Pelisse und Dolman und mattrote Breechees
- 2. Regiment: rote oder schwarze Tschakos und kornblumenblaue Uniform[11]